# Сарти
Са̀рти (на гръцки: Σάρτη) е курортно селище в Северна Гърция, разположено в югоизточния край на полуостров Ситония. Селото е част от дем Ситония на област Централна Македония и според преброяването от 2001 година има 1157 жители.
Селището е основано в 1922 година от гърци бежанци от остров Афисия (Авша), Турция. Първоначално носи името Неа Афисия (Νέα Αφησιά), а по-късно е прекръстено на Сарти.